# 汐留○○部
汐留○○部（しおどめまるまるぶ）は、日本テレビ（関東ローカル）の金曜深夜（土曜未明）に2015年から不定期で放送されるインフォマーシャル。

## 概要
2015年4月25日から開始したスタジオ・ノーヴァ、AX-ON制作による人形劇のスポットCMミニ番組。尺は90秒。CM扱いのため番組表には掲載されない。タイトルの元ネタは汐留イベント部と思われ、タイトルの「○○」にはタイトルコール時にゲームなどの、その回に紹介するジャンルが入る。

## 内容
部署内の社員たちなどが、コント仕立てで商品やサービスを紹介していく。紹介するものはゲームやスマホアプリ、スイーツ、映画、コスメ、ヘルスケア、専門学校の案内など多岐にわたる。

## 登場人物
主な登場人物は部署内の4人。その他キャラクター（マイナちゃん等）含め、キャラクターボイスは全て小倉唯が担当。
トオル
イケメンの新人社員。英語なまりがある。
箱崎
5つの顔（頸部に接する底面以外）を持ち立方体形状の頭部をしている、関西弁を喋る営業マン。
よし子
クラゲのような体躯をした経理担当の事務員。
ダンディ
初老の上司で、この部署の部長。

## スタッフ
- キャラクターボイス - 小倉唯[3][1]
- キャラクターデザイン - 田中光[3][7]

## 放送時間
- 不定期金曜深夜（土曜未明）24:59（0:59）分頃[6]

当初は『バズリズム』終了後の25:30（1:30）分頃に放送していたが、2018年4月よりバズリズム開始直前の24:59（0:59）分頃に変更され、現在に至っている。